# Proasellus synaselloides
Proasellus synaselloides is een pissebed uit de familie Asellidae. De wetenschappelijke naam van de soort is voor het eerst geldig gepubliceerd in 1963 door Henry.